# Dzika krew
Dzika krew (wł. Sanguepazzo) – oparty na faktach włosko-francuski dramat wojenny z 2008 roku w reżyserii Marco Tullio Giordany. Obraz miał swoją premierę 19 maja 2008 roku w ramach pokazów specjalnych na 61. MFF w Cannes.

## Fabuła
Historia pary włoskich gwiazd filmowych epoki Mussoliniego, Luisy Feridy i Osvaldo Valentiego, rozstrzelanych na ulicy w Mediolanie przez partyzantów antyfaszystowskich w ostatnich dniach II wojny światowej.

## Obsada
- Luca Zingaretti – Osvaldo Valenti
- Monica Bellucci – Luisa Ferida
- Alessio Boni – Golfiero Goffrinni/Taylor
- Maurizio Donadoni – Vero Marozin
- Alessandro Di Natale – Dalmazio
- Luigi Diberti – Cardi
- Tresy Taddei – Irene
- Mattia Sbragia – reżyser filmowy
- Luigi Lo Cascio – partyzant
- Sonia Bergamasco – więźniarka[2]

## Produkcja
Zdjęcia kręcono w następujących lokacjach na terenie Włoch według regionów:
- Lacjum (Rzym, Sperlonga w prowincji Latina);
- Lombardia (Mediolan);
- Piemont (Turyn, Carignano w prowincji Turyn);
- Wenecja Euganejska (Wenecja, Taglio di Po w prowincji Rovigo)[3].